# Arnold Kopelson
Arnold Kopelson (* 14. Februar 1935 in New York City, New York; † 8. Oktober 2018 in Beverly Hills, Kalifornien) war ein US-amerikanischer Filmproduzent.

## Leben
Kopelson studierte Recht an der New York University. Bevor er in die Filmproduktion einstieg, war er als Anwalt in der Unterhaltungsindustrie tätig. Zusammen mit seiner künftigen Frau gründete er 1972 die Filmproduktionsfirma Inter-Ocean Film Sales. Außerdem gehört er zu den Begründern der American Film Market. Seit Ende der 1970er Jahre trat er als Filmproduzent in Erscheinung.
Kopelson, der einen Doktor in Rechtswissenschaften hatte, produzierte Filme, die insgesamt 17 Oscar-Nominierungen und weltweite Einnahmen in der Höhe von 2,5 Milliarden US-Dollar einbrachten.
Auch hielt er an der Harvard University und anderen Universitäten der USA Vorlesungen über Filme.
Seit 2007 war bis zum September 2018 dem Board der CBS Corporation zugehörig.
Er war mit Anne Kopelson, geb. Feinberg verheiratet, die viele seiner Filme als Executive Producerin mitbetreute. Sie überlebte ihn, ebenso wie drei gemeinsame Kinder.

## Filmografie (Auswahl)
Ausführender Produzent
- 1978: The Legacy
- 1979: Lost and Found
- 1980: Countdown in Manhattan (Night of the Juggler)
- 1980: Final Assignment
- 1981: Dirty Tricks
- 1989: Warlock
- 1990: Airborne – Flügel aus Stahl (Fire Birds)

Produzent
- 1980: Foolin’ Around
- 1986: Platoon
- 1989: Triumph des Geistes (Triumph of the Spirit)
- 1991: Deadly Revenge – Das Brooklyn-Massaker (Out for Justice)
- 1993: Falling Down – Ein ganz normaler Tag (Falling Down)
- 1993: Auf der Flucht (The Fugitive)
- 1995: Outbreak – Lautlose Killer (Outbreak)
- 1995: Sieben (Se7en)
- 1996: Eraser
- 1997: Mord im Weißen Haus (Murder at 1600)
- 1997: Mad City
- 1997: Im Auftrag des Teufels (The Devil's Advocate)
- 1998: Auf der Jagd (U.S. Marshals)
- 1998: Ein perfekter Mord (A Perfect Murder)
- 2001: Sag kein Wort (Don’t Say a Word)
- 2001: Joe Jedermann (Joe Somebody)
- 2004: Twisted – Der erste Verdacht (Twisted)

## Auszeichnungen
Neben einem Oscar bei der Oscarverleihung 1987 für Platoon war Kopelson auch für den Film Auf der Flucht 1994 nominiert.
Auch gewann Kopelson einen Independent Spirit Award für Platoon.